# Municipio de Bald Knob
El municipio de Bald Knob (en inglés: Bald Knob Township) es un municipio ubicado en el condado de White en el estado estadounidense de Arkansas. En el año 2010 tenía una población de 4193 habitantes y una densidad poblacional de 35,11 personas por km².

## Geografía
El municipio de Bald Knob se encuentra ubicado en las coordenadas 35°17′33″N 91°33′41″O / 35.29250, -91.56139. Según la Oficina del Censo de los Estados Unidos, el municipio tiene una superficie total de 119.44 km², de la cual 118.52 km² corresponden a tierra firme y (0.77%) 0.92 km² es agua.

## Demografía
Según el censo de 2010, había 4193 personas residiendo en el municipio de Bald Knob. La densidad de población era de 35,11 hab./km². De los 4193 habitantes, el municipio de Bald Knob estaba compuesto por el 92.2% blancos, el 3.63% eran afroamericanos, el 0.69% eran amerindios, el 0.21% eran asiáticos, el 0.02% eran isleños del Pacífico, el 1.43% eran de otras razas y el 1.81% pertenecían a dos o más razas. Del total de la población el 3.84% eran hispanos o latinos de cualquier raza.